# Guilty ~ Akuma to Keiyakushita Onna
 (décembre 2014).
Si vous disposez d'ouvrages ou d'articles de référence ou si vous connaissez des sites web de qualité traitant du thème abordé ici, merci de compléter l'article en donnant les références utiles à sa vérifiabilité et en les liant à la section « Notes et références ».
Guilty ~ Akuma to Keiyakushita Onna  (ギルティ - 悪魔と契約した女, Coupable ~ La femme qui a donné son âme au Diable) est une série drama télévisée japonaise qui a été diffusée du 12 octobre 2010 au 21 décembre 2010 sur Fuji TV.

## Synopsis
Dans un salon de toilettage pour animaux de Shirogane, Meiko Nogami s'occupe des chiens de nombreuses célébrités.
En apparence, c'est une fille normale à la vie tranquille, mais son but est en fait de se venger. En effet, à l'âge de 19 ans, elle a été emprisonnée à tort pour le meurtre de son beau-frère et de son neveu. Meiko apporte maintenant le malheur à ceux qui ont participé à son procès et l'ont envoyé en prison. Elle révèle de fausses accusations, les harcèle et leur demande finalement de se suicider.
Son plan de vengeance se déroule comme elle le souhaite jusqu'au jour où elle rencontre un certain Takuro Mashima, un détective de la Division des Enquêtes Criminelles qui enquête sur la soudaine vague étrange de suicides.

## Liste des épisodes
N.B: Ce drama n'est pas tout public, traitant du thème de la vengeance par suicide.
Le court opening est fait sur le thème principal du drama. Il montre en plans rapprochés une croix gravée sur un mur - signe de la vengeance - puis un fond blanc lumineux, où une plume noire tombe doucement pour se transformer en titre du drama. Tout en même temps, la voix de Meiko ou Mashima (ou même, rarement, d'autres personnages comme Mari) - selon l'épisode - récite la phrase introductive du drama "Ryōshin no kashaku ni kurushimu no wa ningen dake. Akuma ni tsuminoishiki nado sonzaishinai"("Seuls les êtres humains souffrent de remords. Le Diable n'a aucun sens de l'existence du péché"), et finissant par déclarer "Guilty" ("Coupable").
L'ending, intitulé Kono Yoru wo Tomete yo, est interprété par la chanteuse de J-Pop JUJU.
Cette chanson illustre très bien l'ambiance morose et déchirante du drama.
Les images de l'ending montrent un-à-un chaque personnage, d'abord dans les airs, les bras étendus en signe de croix, des plumes blanches tombant. Puis, ils se trouvent dos à un mur où l'on aperçoit la croix de la vengeance (la même que l'opening). Chacun des plans est entre coupé de quelques images de l'épisode. La dernière pose remontre Meiko agenouillée devant le mur, les mains jointes en une prière, avec un regard triste et énigmatique. Et l'on revoit la croix du mur.

### Personnages
Meiko Nogami (interprétée par Miho Kanno)
Personnage Principal. Meiko travaille dans un salon de toilettage pour animaux et s'occupe des chiens de nombreuses célébrités.
Elle cache un passé sombre: à l'âge de 19 ans, elle a été emprisonnée à tort pour le meurtre de son beau-frère et de son neveu. À la suite de cela, sa grande sœur s'est suicidée et sa mère n'a jamais cru en son innocence, persuadée que Meiko était jalouse de sa sœur. Une dizaine d'années plus tard, Meiko est sortie de prison et elle est bien décidée à se venger des personnes qui l'y ont envoyé. Elle les harcèle un-par-un, sème la peur en leur envoyant des informations compromettantes dans une enveloppe rouge signée au dos par une plume de corbeau noire, et les pousse à se suicider. Elle tente de découvrir qui est le véritable coupable qui a commandité les meurtres de sa famille.
Elle oblige le journaliste déchu Dôjima Kiichi, qui l'a malmené lors du procès, à lui donner des informations sur les personnes qui y ont participé. Dôjima tente plusieurs fois de dissuader ou de faire douter Meiko d'aller au bout de son plan vengeur, sachant que l'amour peut entrer dans son cœur, mais la jeune femme - malgré ses sentiments qu'elle cache - lui assure vouloir toujours aller jusqu'à son but. Elle assistera, impuissante au téléphone, à son suicide et aura grâce à lui des informations importantes sur le coupable. Elle est, malgré ce qu'elle laissait paraitre, touchée par sa mort.
Elle se suicidera sur la colline du parc où sa sœur a fait de-même avec du poison que contenait son collier (celui que sa sœur a laissé accroché sur les lieux) et mourra dans les bras de Mashima qui lui déclare son amour et qui, malgré toutes ses tentatives, est finalement arrivé trop tard. Entre-temps, elle a envoyé une lettre à Mari lui expliquant son geste et son plan de suicide, lui disant qu'elle sait qu'elle comprend et qu'elle ne mérite ni le pardon ni l'amour. Elle termine ses adieux en lui demandant de prendre soin de Mashima, l'homme qu'elle aime.
Takuro Mashima (interprété par Hiroshi Tamaki)
Détective de la Division des Enquêtes Criminelles qui enquête sur la vague étrange des suicides. Il rencontre Meiko dans le cadre de son enquête. Il s'occupe aussi de la disparition de son mentor: Shuhei Miwa.
Il tentera de dissuader Meiko de se suicider et de continuer à vivre malgré le dénouement final de l'affaire. Mais il arrivera finalement trop tard et finit par déclarer son amour à Meiko tandis qu'elle meurt dans ses bras.
Mari Enomoto (interprétée par Michiko Kichise)
Partenaire et ancienne petite-amie de Takuro Mashima. Elle a toujours des sentiments pour lui et se méfie de Meiko. Elle sera mise au courant par celle-ci dans une lettre de son plan pour se suicider et ne l'en empêchera pas, respectant sa décision car sachant qu'elle ne veut plus vivre après tout ceci.
Ukita Hajime (interprété par Yoshida Kotaro)
Chef de la division des enquêtes criminelles, il est à la recherche de Miwa et met tout en œuvre pour que ses hommes le retrouvent.
Dojima Kiichi (interprété par Karasawa Toshiaki)
Journaliste qui a encadré le procès à l'époque, peignant Meiko comme une meurtrière sans cœur et participant ainsi à l’opinion publique défavorable à son encontre. Il n'a désormais plus de crédibilité journalistique à cause d'un faux-pas. Il est contraint par Meiko de lui donner certaines informations sur les personnes qui ont participé au procès, et tente de la réhabiliter en écrivant en secret un article rectificatif sur toute l'affaire, mettant ainsi en cause le véritable coupable. Ukita tente plusieurs fois de dissuader ou de faire douter Meiko d'aller au bout de son plan vengeur, sachant que l'amour peut entrer dans son cœur. Il a un fils.
Menacé par le coupable - qui veut récupérer l'article incriminant - et pour protéger son fils de la mort, Ukita se suicidera en se jetant d'un toit, en ayant au préalable fournit des preuves à Meiko, qui assistera - impuissante, au téléphone - à sa mort.
Miwa Shuhei (interprété par Moro Morooka)
Supérieur de Takuro, il a été poussé par Ukita à fabriquer de fausses preuves pour accuser à tort Meiko. Après l'arrestation de Nogami, il s'est caché dans l'ombre jusqu'à ce que Meiko pousse ceux qui l'ont accusé à se suicider.

### Thèmes
Le drama développe des thèmes qui nous poussent à nous questionner sur nous-mêmes.

#### La Vengeance
{...}

#### Le Suicide
{...}

#### Le Système
{...}

#### Meiko: Coupable ou Innocente?
{...}

## Fiche technique

### Casting
- Miho Kanno : Meiko Nogami
- Hiroshi Tamaki : Takuro Mashima
- Michiko Kichise : Mari Enomoto
- Kensei Mikami : Masato Tsurumi
- Kotaro Yoshida : Hajime Ukita
- Toshiaki Karasawa : Kiichi Dojima
- Moro Morooka : Shuhei Miwa

Récurrents
- Rikiya :Kadokura Ryo
- Moro Morooka : Miwa Shuhei
- Nagae Yuuki : Fujii Masaru
- Oshita Genichiro : Takabe
- Kanai Yuta : Takeshi Mizoguchi (ep1-2,6-8)
- Akira Hamada : Kitamura Yoshikazu (ep1-7)
- Kazuki Namioka : Suganuma Toshiya (ep1-7)
- Ishimaru Kenjiro : Matsunaga Seiichi (ep2-7)
- Yamazaki Yuta : Kanaya Fuminori (ep4-7)
- Shuji Kashiwabara : Misawa Jun (ep9-11)
- Tsukayama Masane : Misawa Gou (ep10-11)

Secondaires
- Megumi Yokoyama : Osanai Kotomi
- Takizawa Saori : Yabe Ayano
- Iwamoto Masuyo : Nogami Chizu (ep1-4,7-8,11)
- Konno Mahiru : Kawasaki Sayoko (ep4,8)
- Kabe Amon : Kawasaki Shou (ep2,4)
- Tsukahara Daisuke : Kawasaki Jun (ep2,4)
- Mikami Kensei : Tsurumi Masato

Guests
- Masayo Umezawa : Miwa Shigeyo (ep1,4)
- Kana Harada : Suganuma Chika (ep1)
- Kei Ishibashi : Kitamura Mayumi (ep1)
- Kawano Naoki : Yoshii Kouta (ep1-2)
- Tawaragi Tota : Pâtisserie Tachihana's Manager (ep2)
- Kodama Raishin : Chef Directeur de l'Académie Ouyoukan (ep2)
- Otaka Akira : Yoshii Kou (ep2)
- Karen Miyama : Matsunaga Misaki (ep2-3)
- Toda Masahiro : Tanabe Atsushi (ep2-3)
- Kasagi Izumi : Matsunaga Akiko (ep2-3)
- Masakatsu Kuniyuki : Médecin (ep3)
- Namiki Shiro : Hirata Yuuji (ep3)
- Sugimoto Natsumi : Présentateur de Kansai TV (ep3)
- Shimazu Kentaro : Oogawara Masahiko (ep4)
- Tanigawa Shoichiro : Tamura (ep4)
- Sakurai Hijiri : Hori Yousuke (ep4-5)
- Kamioka Hiroko : Hara Mie (ep4-5)
- Iwasa Mayuko : Takahashi Haruka (ep4-5)
- Shibasaki Noboru : le SDF (ep6,9,11)
- Sawada Reo : Doujima Motoharu (ep6,9)
- Sudo Masahiro : Chef de la Police (ep7)
- Mizuno Tadashi : Dealer de drogue (ep8)
- Muranishi Rie : Présentateur de Kansai TV (ep8)
- Kohama Masahiro : Reporter (ep9)

### Production
- Auteur original : Tomoko Aizawa
- Scénaristes : Okubo Tomomi (大久保ともみ), Hirano Yu (平野悠)
- Chef Producteur : Yoshijo Hideki (吉條英希)
- Producteur : Inada Hideki, Yamazaki Junko (山崎淳子), Sano Takumi (佐野拓水)
- Directeur-Réalisateur : Kobayashi Yoshinori, Ueda Yasushi (植田泰史)
- Musique : Sumitomo Norihito
- Chaine : Fuji TV
- Épisodes : 11
- Durée : 46 minutes
- Jour et heure de diffusion : mardi, 22h
- Période : Fall 2010

### Audience
Le drama a rassemblé 1,23 million de téléspectateurs en moyenne dans la région du Kanto.
| Audience dans le Kanto (première diffusion, Japon) |

### Bande originale
La bande originale du drama est sortie le 1er décembre 2010 et a été composée par Sumitomo Norihito.

## Récompense
- 14th Nikkan Sports Drama Grand Prix (Oct-Dec 2010, Fall/Automne): Meilleure Actrice pour Miho Kanno.